# Deroceras reticulatum
Deroceras reticulatum (O. F. Müller, 1774) è un mollusco gasteropode della famiglia Agriolimacidae.

## Biologia

### Riproduzione
Il cono stimolatore o sarcobelum, che viene utilizzato per eccitare il partner in fase di corteggiamento, deriverebbe dalla involuzione della cosiddetta borsa del dardo presente in molte specie di Stylommatophora, di cui manterrebbe la funzione relativamente alla secrezione di sostanze mucose in grado di aumentare il successo riproduttivo.